# Emmy Kristiansen
Emmy Kristine Guttulsrud Kristiansen, nota anche con lo pseudonimo di Emmy (Holmestrand, 13 settembre 2000), è una cantautrice norvegese.
Ha rappresentato l'Irlanda all'Eurovision Song Contest 2025 con il brano Laika Party.

## Biografia
Cresciuta a Sande in una famiglia di musicisti, da bambina cantava in un coro chiamato Soul Children. Nel 2015 ha partecipato al concorso canoro per bambini Melodi Grand Prix Junior trasmesso da NRK, esibendosi con la canzone Aiaiaiai e accedendo alla superfinale.
Nel 2021, Emmy ha preso parte al Melodi Grand Prix, la selezione nazionale norvegese per l'Eurovision Song Contest 2021. Esibitasi nella terza semifinale, si è qualificata per la finale con il brano Witch Woods, dove si è classificata sesta. All'interno del Melodi Grand Prix 2024, la Kristiansen ha co-scritto il brano Woman Show di Mathilde SPZ, Chris Archer e Slam Dunk.
Il 23 gennaio 2025, è stata annunciata come una dei sei artisti in gara a Eurosong, la selezione irlandese per l'Eurovision Song Contest 2025, con il brano Laika Party. Nella serata del 7 febbraio, ha primeggiato sia nel voto della giuria nazionale che nel televoto, conquistando infine la vittoria e assicurandosi così il titolo di rappresentante dell'Irlanda sul palco eurovisivo di Basilea. Nel maggio successivo, si è esibita durante la seconda semifinale della manifestazione europea, non riuscendo però a qualificarsi per la finale.

## Discografia

### Singoli
- 2015 – Aiaiaiai
- 2016 – Bjørnar
- 2016 – Frightened of Lightning
- 2018 – Jeg ser at du har ringt
- 2019 – The Little Boy
- 2019 – Er det du som har tatt den?
- 2020 – Gunnar
- 2020 – If Only
- 2021 – Witch Woods
- 2021 – Collection
- 2021 – Brilleskille (con Ole Hartz)
- 2021 – Some Say
- 2022 – Venus (Why Don't We Run)
- 2022 – Juliet
- 2022 – Dear Sandman
- 2022 – Dear Santa
- 2023 – Just a Ghost
- 2023 – DotA (con J.O.X)
- 2023 – She
- 2023 – Haunting You
- 2024 – Vil ha dig (con Unge Lama)
- 2024 – Lose My Love
- 2024 – Dancing Alone
- 2024 – Om du var min (con J.O.X)
- 2024 – Ain't Nobody (con Braaten)
- 2024 – The Hanging Tree (con Braaheim e Ilyaa)
- 2024 – Boten Anna (con J.O.X e Hubbe)
- 2024 – Behind Blue Eyes (con Braaheim e Ilyaa)
- 2024 – Say You Love Me (con Braaheim e Ilyaa)
- 2024 – Lie to Me
- 2024 – Monster
- 2024 – Left Outside Alone
- 2025 – Mom Is Home (con K-391 e Nick Strand)
- 2025 – Laika Party